# Karabiner

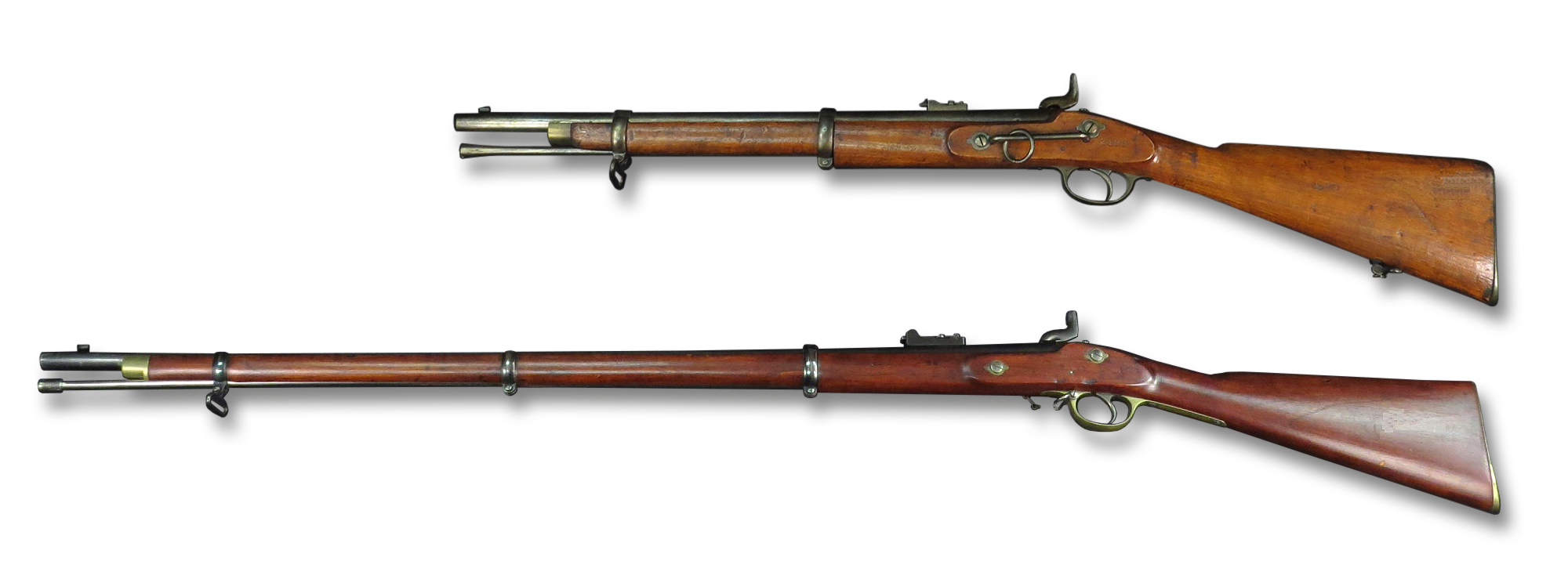
Ursprünglich Karabiner als Reiterwaffe: Reitstange und Ring zur Befestigung am Karabinerhaken. Unten zum Vergleich die Muskete

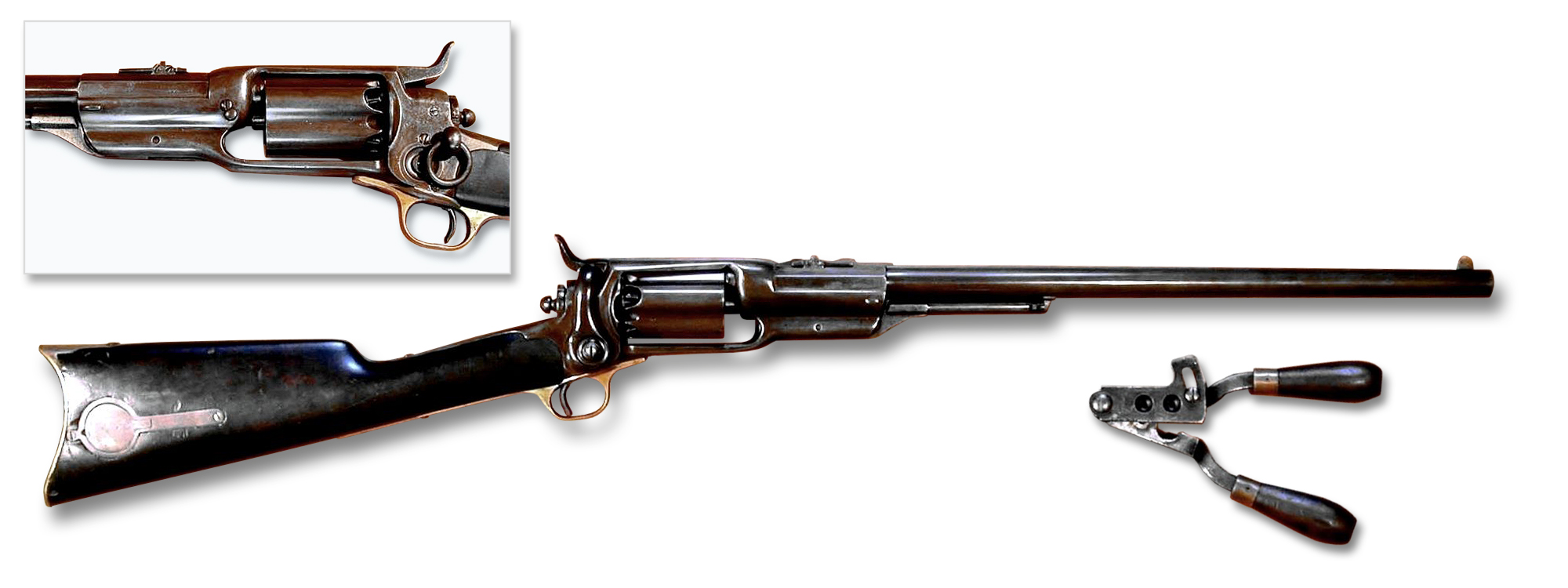
Colt Root‘s Model / cal .56 – Lauf 21 inch „British Carbine“ (1855)

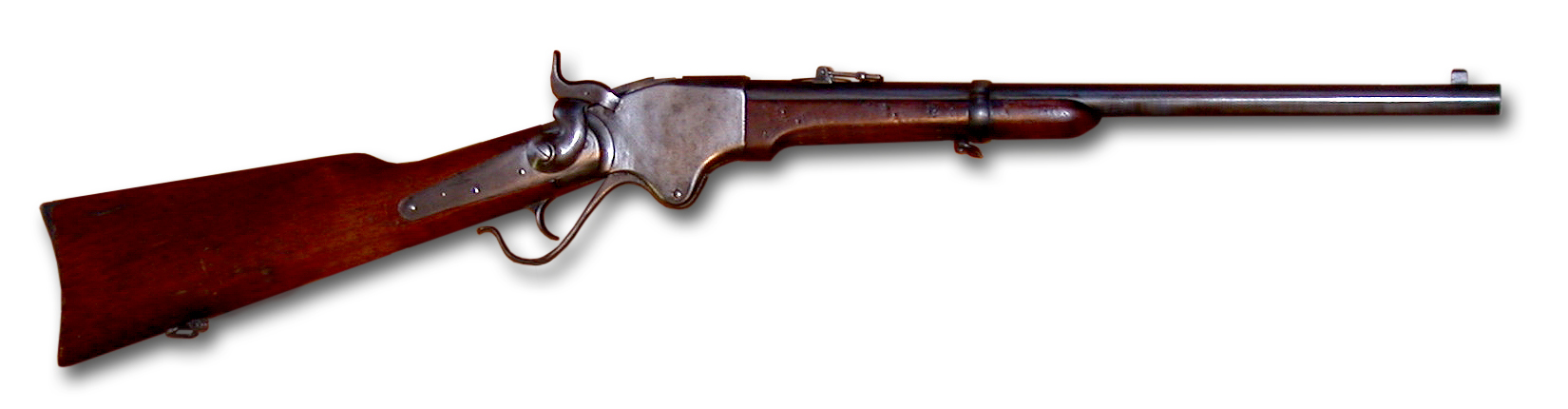
Spencer-Repetierkarabiner Modell (1865)

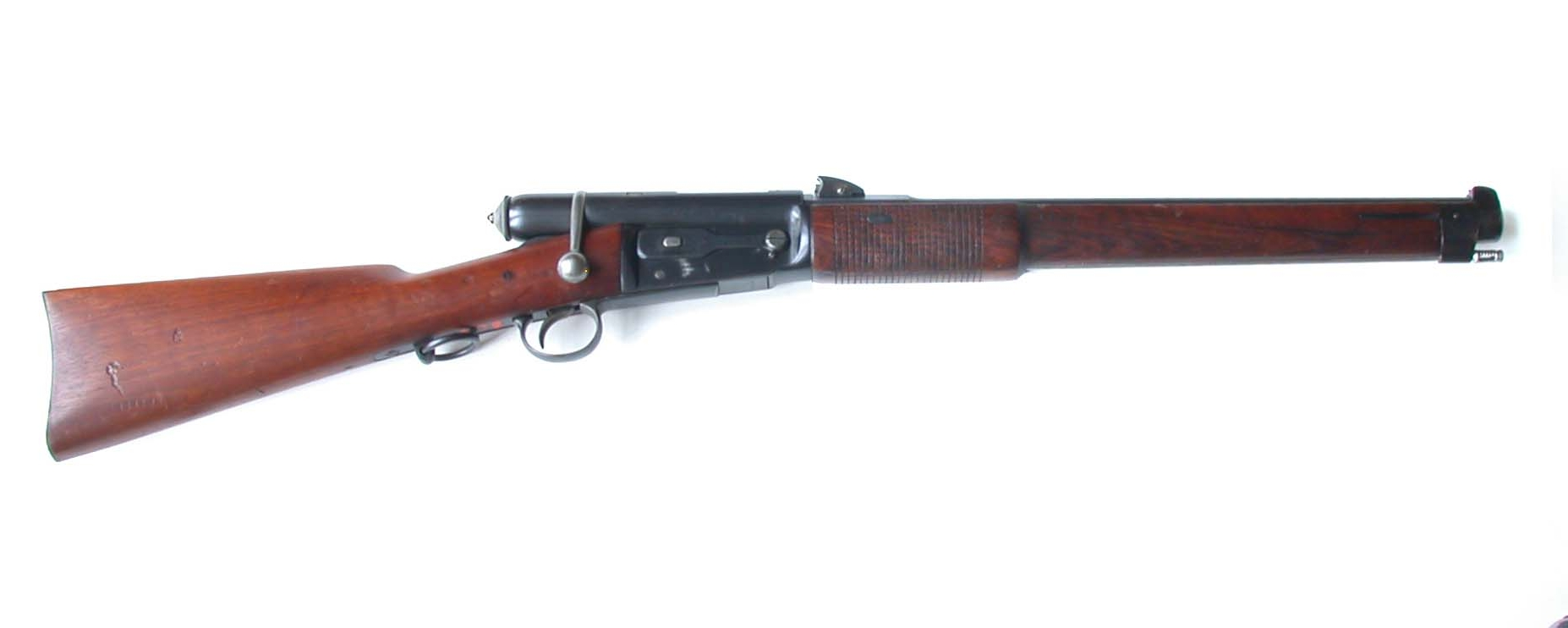
Vetterli-Karabiner Ord. (1871)

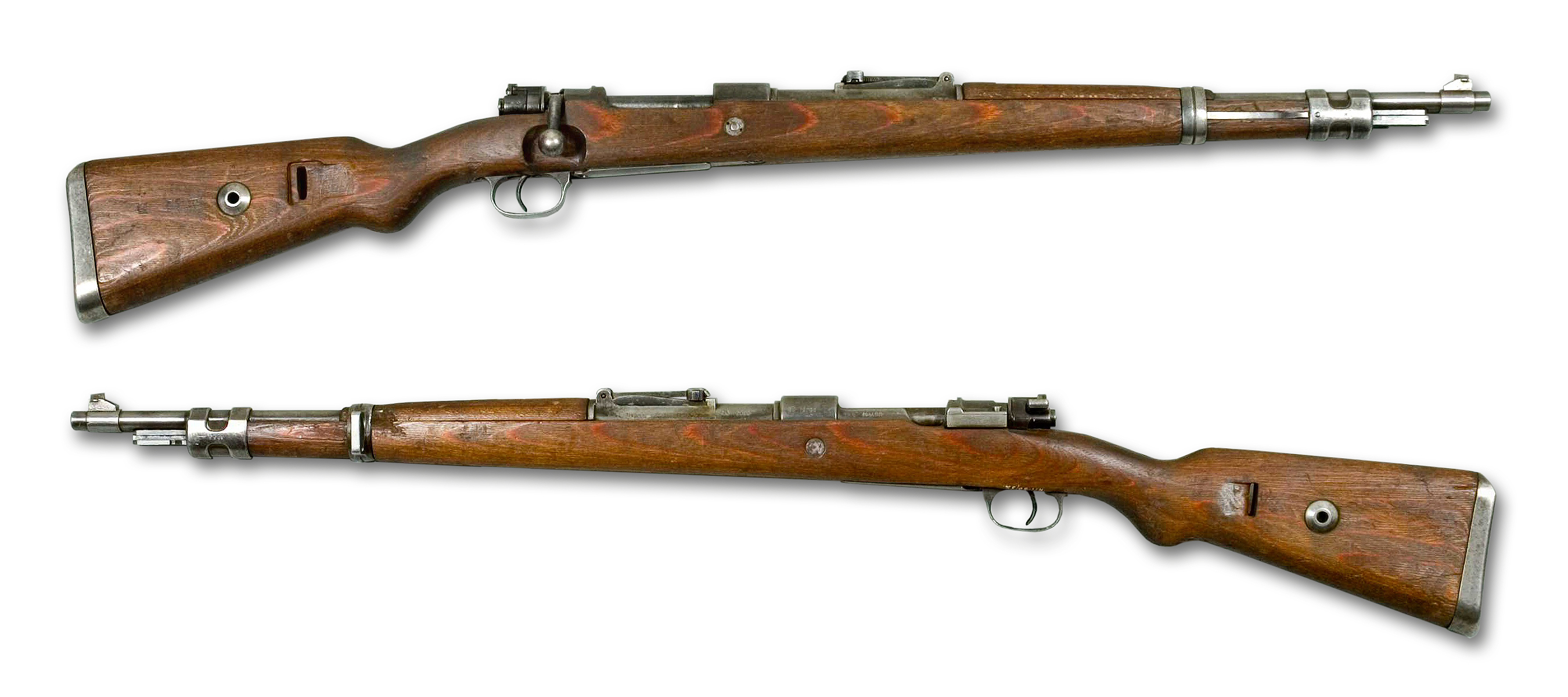
Mauser Karabiner 98 Kurz
(1934–1945)

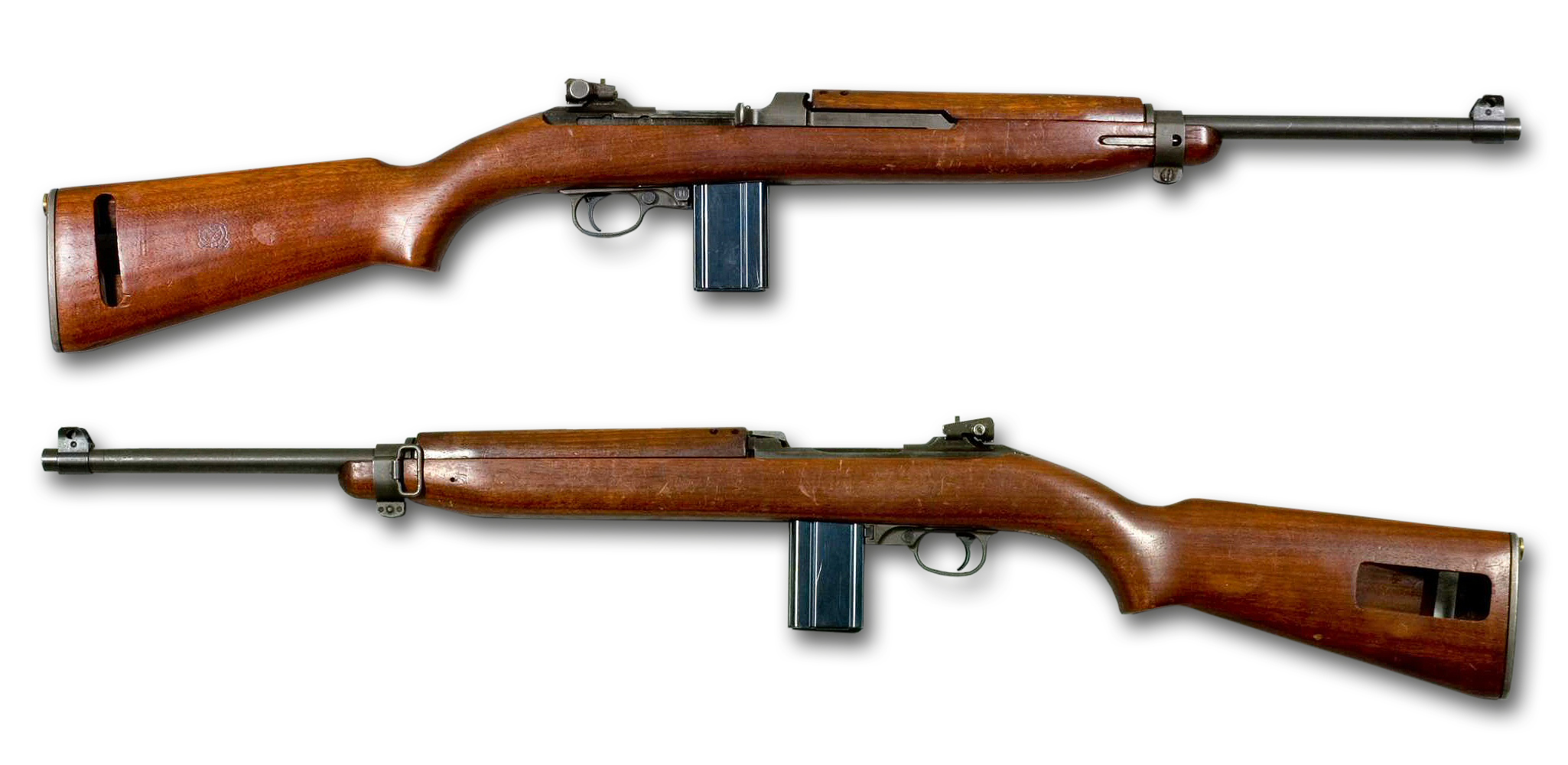
US-amerikanischer M1 Carbine
(1942–1960)

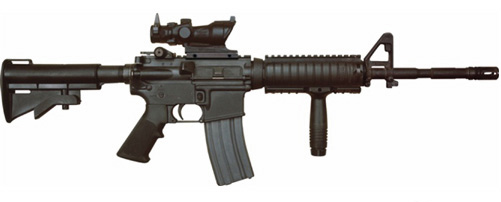
US-amerikanischer M4-Karabiner mit KAC-Handschutz und M68-CCO-Visier (seit 1994)

Ein Karabiner ist ein kurzläufiges Gewehr. Ursprünglich war ein Karabiner ein leichtes Militärgewehr, das einen kürzeren Lauf als das Infanteriegewehr hatte und zunächst bei der Kavallerie eingesetzt wurde, da es für Reitersoldaten deutlich praktischer zu bedienen war. Der Begriff ist im Waffenbereich nur unscharf definiert.

## Etymologie
Der Begriff Karabiner stammt aus dem 17. Jahrhundert und ist entlehnt aus französisch carabine „Reiterflinte“, auch „kleine Armbrust“, Ableitung von carabin „leichter Reiter“.

## Definition

### Gewehr
Eine genaue Definition und Zuordnung unterschiedlicher Gewehre fällt schwer und ist wegen unterschiedlicher Herstellerangaben, technischer Beschreibungen, militärischer Ausschreibungen und so weiter nicht allgemeingültig möglich. Unter anderem definiert das deutsche Waffengesetz Karabiner als Langwaffen.
Wenn ein Militärgewehr (Länge ca. 140 cm) als Infanteriegewehr bezeichnet wurde, so galt seine kurzläufige Variante (Gesamtlänge ca. 100 cm) als Karabiner. Die weiteren Entwicklungen in Richtung Mobilität und Handhabung zu Pferde führten zum Reiter- oder Kurzkarabiner, dessen Länge bei rund 90 cm lag. Weitere Verkürzungen durch klappbare, faltbare, schwenkbare oder zusammenschiebbare Hinterschäfte oder Schaftkolben sind bei modernen Varianten der Karabiner üblich. So entwickelte Waffen kommen auf eine Gesamtlänge von rund 50 Zentimeter oder etwas darüber. Die Abgrenzung von modernen Karabinern, wie z. B. dem US-amerikanischen M4-Karabiner (ca. 75–84 cm), welcher auch oft als Sturmgewehr bezeichnet wird, zu größeren Maschinenpistolen mit längeren Läufen, wie z. B. der Thompson-MP (ca. 85 cm), oder kurzen Sturmgewehren, wie z. B. dem französischen FAMAS-Sturmgewehr (ca. 76 cm), ist schwierig.
Die Definitionsunschärfe wird durch die verwendete Munition nur noch größer. Karabiner verwendeten ursprünglich die Munition der Infanteriegewehre, aus denen sie entwickelt wurden, später gab es eigenständige Entwicklungen in leichteren Kalibern. Insbesondere viele Unterhebelrepetierer verwendeten Kurzwaffenpatronen. Noch 2004 gab Carl Walther Sportwaffen eine Karabinerversion der Walther P99 heraus.
Moderne Karabiner verwenden weitgehend die sogenannte Mittelpatrone oder neuere Entwicklungen kleinerer Kaliber. Sturmgewehre verwendeten ursprünglich Patronen im Kaliber von Infanteriegewehren und die Mittelpatrone, heute werden eher kleinere Gewehrkaliber bei diesen Entwicklungen verwendet. Maschinenpistolen verwendeten ursprünglich Pistolenmunition, und auch bei ihnen werden heute oft kleinere Gewehrkaliber verwendet.
In gewissen Fällen wurden auch Infanteriegewehre zu Karabinern umgebaut, indem der Lauf gekürzt und die Schäfte angepasst wurden. Dies hatte teilweise auch mit Beschränkungen in den Friedensverträgen nach dem Ersten Weltkrieg zu tun.

### Pistole
Als Karabiner wurden in der Vergangenheit auch Waffen auf Basis von Pistolen, sogenannte „Pistolenkarabiner“ entwickelt, die auch Pistolenmunition verschossen. So gab es von der Mauser C96, der Borchardt C93 und der Pistole 08 Karabinerversionen mit festem oder abnehmbaren Schaft und langem Lauf.

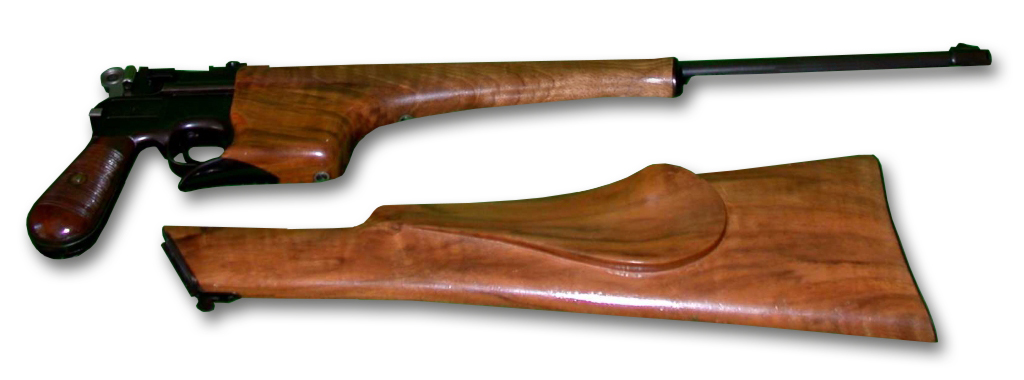
Mauser C96 Karabiner
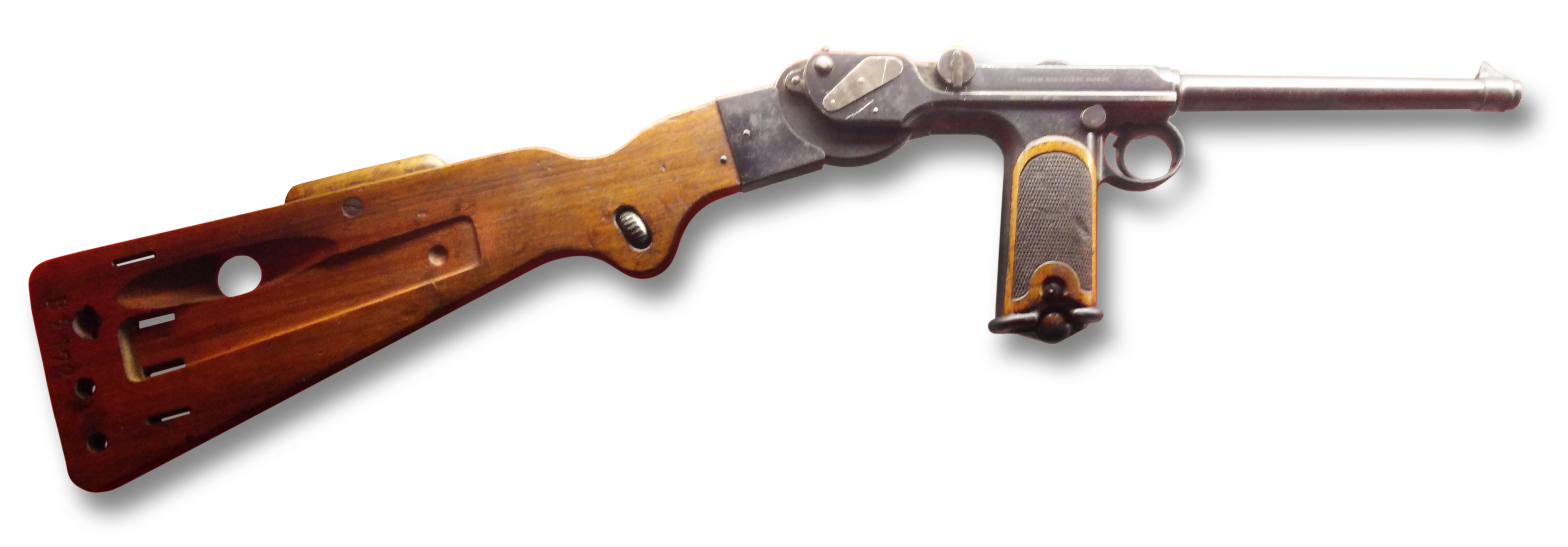
C93 Borchardt Pistolenkarabiner
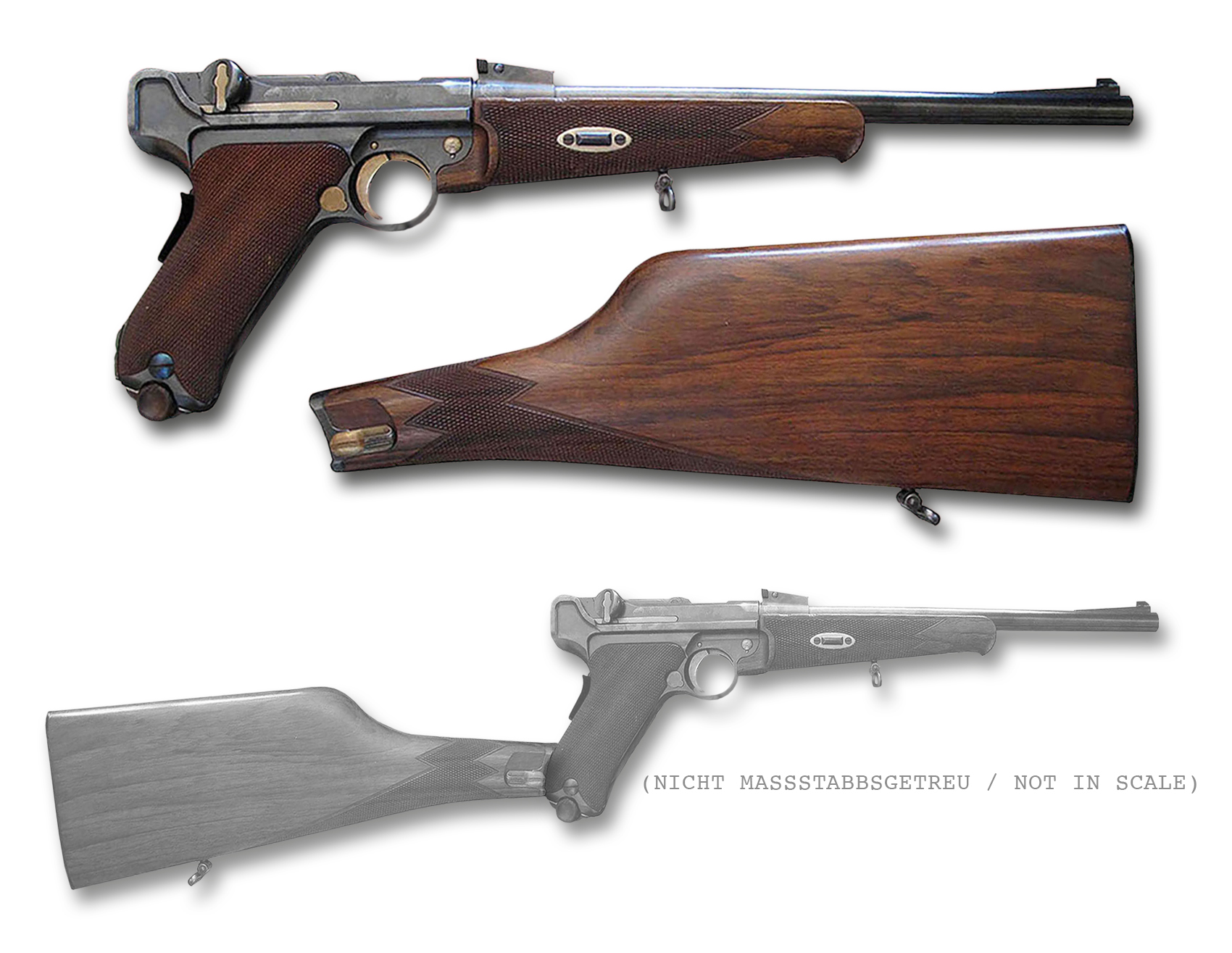
Luger Modell 1900 Pistolenkarabiner

## Geschichte
Karabiner wurden ursprünglich für die Kavallerie und bespannte Truppen (Beispiel Feldartillerie) entwickelt, da die längeren Infanteriegewehre beim Einsatz zu Pferd zu unhandlich waren. Links, zwischen Schaft und Kolben war bei Karabinern oft ein Ring angebracht; mit diesem konnte die Waffe an den am Bandelier oder Sattelzeug angebrachten Karabinerhaken angehängt werden.
Die grundlegende Einteilung der militärischen Gewehre in Infanteriegewehr (einschließlich der gezogenen Jägerbüchse) und Karabiner blieb bis in die Zeit des Ersten Weltkrieges gültig. Neben den normalen Infanteriegewehren und Karabinern gibt es Kurzgewehre und Kurzkarabiner (zur Ausrüstung z. B. von Gebirgs- oder Fallschirmjägern).
Nach dem Ersten Weltkrieg wird die Unterscheidung schwieriger. Österreich änderte auf Grund des Vertrages von Saint Germain das Gewehr Mannlicher Modell 1895 zum Karabiner Modell 1895, der in den 1930er Jahren noch auf die neue Patrone 8 × 56 R umgerüstet wurde. Auch bei der Reichswehr wurde zur Umgehung der Bestimmungen des Versailler Friedensvertrages 1923 ein leicht abgeändertes Gewehr 98 als Karabiner 98b mit einer Gesamtlänge von 1250 mm eingeführt. Um trotzdem als Karabiner durchzugehen, wurde der gekrümmte Kammerstängel verwendet und seitliche Trageriemenhalterungen angebracht. Viele G98 wurden auf Karabiner 98b umgerüstet.
Beim 1934 aus dem deutschen Gewehr 98 entstandenen Karabiner 98k handelt es sich aufgrund seiner Gesamtlänge von 1110 mm auch weniger um einen echten Karabiner als um ein Universalgewehr, wie beim Lee-Enfield No.4 (1129 mm) oder dem Springfield M1903 (1055 mm). Dass der Karabiner 98k trotzdem als Karabiner bezeichnet wurde, hat wohl den Grund, dass Adolf Hitler den Karabiner 98AZ wiederholt lobte, mit welchem er selbst im Ersten Weltkrieg ausgerüstet gewesen war. Mauser hoffte so auf eine schnellere Annahme des Karabiner 98k bei der deutschen Heeresleitung.
Leichtere Kaliber und kürzere Karabiner wurden aber trotzdem weiter entwickelt, so entstand für die U.S. Army der 1942 eingeführte M1 Carbine, ein Selbstladegewehr mit der Patronengröße .30 M1. Moderne Karabiner wie der US-amerikanische M4-Karabiner haben eine recht kurze Gesamtlänge (das M4 ca. 75–84 cm), die Unterscheidung zum Sturmgewehr ist schwierig.
Mit der Entwicklung des Ordonnanzgewehr-Schießens durch verschiedene Sportverbände haben historische Karabiner heute große Bedeutung als Sport- und Sammlerwaffen. Vielfach wurden auch vorhandene Militärwaffen zu Jagdgewehren umgearbeitet.